# Місячина
Місячи́на — утримання, що надавалося в натуральному вигляді від поміщиків за шестиденну панщину безземельним кріпакам, у тому числі дворовим (які називалися мі́сячниками). Місячина включала в себе як продукти харчування, так і одяг. Запроваджена в XVIII столітті, але особливо поширилася в XIX столітті, коли поміщикам, у зв'язку зі зростанням цін на зерно, стало вигідніше привласнити землі кріпаків.